# Giardini della Guastalla
I giardini della Guastalla sono un parco di Milano. Affacciati su via Francesco Sforza, di fronte all'Università Statale di Milano e a fianco dell'Ospedale Maggiore, sono tra i meno estesi (solo 12.000 m2 di superficie), ma anche alcuni fra i più antichi giardini pubblici di Milano.

## Storia
L'omonimo collegio della Guastalla nasce a Milano nel 1555 a opera di Paola Lodovica Torelli, contessa di Guastalla. Nata nel 1499 e rimasta vedova a soli 29 anni, si trasferì a Milano dopo aver venduto il suo feudo ai Gonzaga. Fondò quindi un monastero, dedicandosi all'educazione di "fanciulle nobili ma decadute" che, senza dote o altri mezzi, sarebbero finite altrimenti in convento o su una cattiva strada.
La sede originaria del collegio si trova dietro l'Ospedale Maggiore di Milano in un grande palazzo con giardino, attuale sede del giudice di pace. Nel 1937 il Comune di Milano decise di espropriare il palazzo, e il collegio venne trasferito a Monza. Quando il parco fu aperto al pubblico, il 10 agosto 1939, era unito al parco di palazzo Sormani.
Nel 2012 il gruppo "Il Pagante" scelse il Guastalla come location per registrare il videoclip di "Entro in pass", il loro primo singolo.

## I giardini

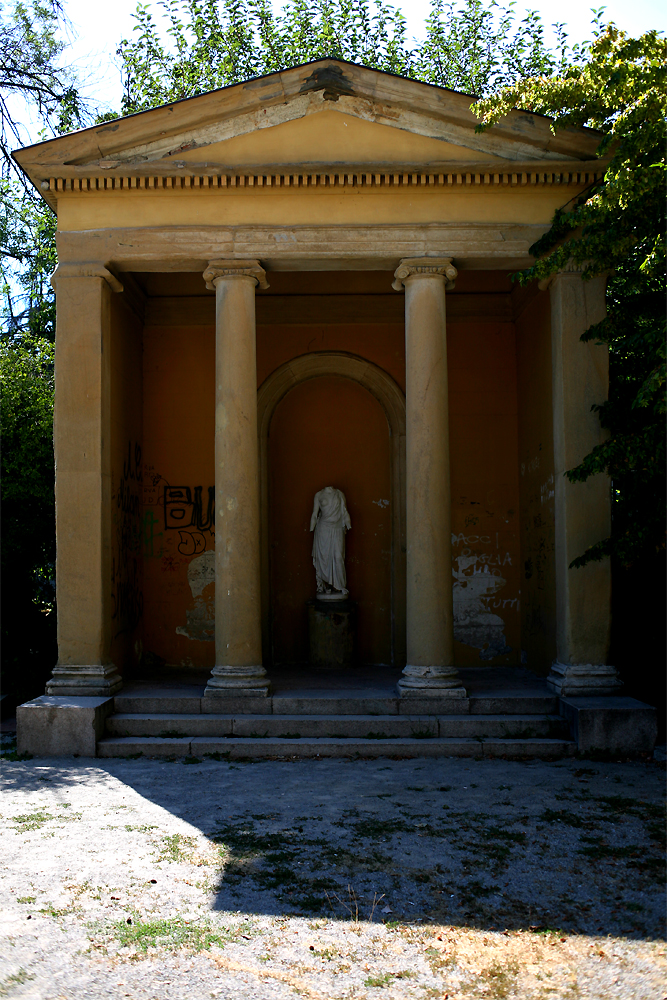
Il tempietto del Cagnola, prima dei lavori di restauro

I giardini della Guastalla ospitano al loro interno, al posto dell'originario laghetto, una pregevole vasca peschiera seicentesca, in stile barocco, formata da due terrazzamenti comunicanti tramite scale e arricchita da balaustre in granito bianco. Tra gli altri elementi si possono trovare un'edicola, sempre seicentesca, contenente il gruppo di statue in terracotta policroma della Maddalena penitente confortata da angeli, e un tempietto neoclassico del Cagnola. Vi è un'area giochi per i bambini e ai cani sono riservate due piccoli spazi cintati. Situata invece all'esterno del giardino, all'angolo di via San Barnaba e via della Commenda, una pregevole fontana barocca.

### Alberi presenti

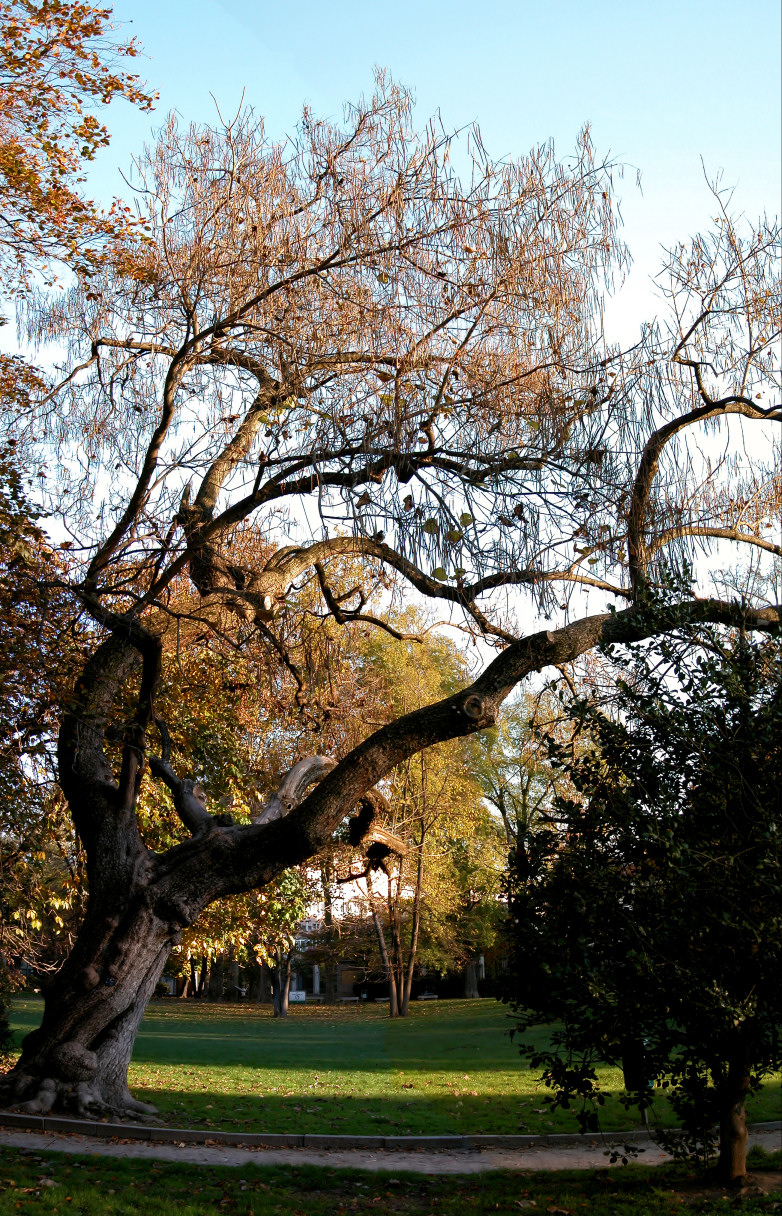
Uno degli alberi secolari del giardino.

Particolarmente curiosa una catalpa bignonioides ‘Walt’, albero dei sigari dal tronco molto contorto e monumentale e dalla chioma asimmetrica, quasi una scultura vegetale, mentre un gruppo di vetusti
faggi ombreggia l'area gioco all'ingresso da via Guastalla. Tra gli altri alberi, segnaliamo: ippocastano, carpino, acero, frassino, tiglio, liquidambar, bagolaro, magnolia, platano, noce nero, molti di grandi dimensioni.